# Gambrinus (chi bọ cánh cứng)
Gambrinus là một chi bọ cánh cứng trong họ 
Elateridae.
Chi này được LeConte miêu tả khoa học năm 1853.

## Các loài
Chi này có các loài:
- Gambrinus armus (Say, 1839)